# Pinturas
Pinturas (špa. Río Pinturas) je rijeka u Argentini, u provinciji Santa Cruz. Rijeka izvire u Andama u planini Zeballos, na nadmorskoj visini od 2743 m, teče 150 km do ušća u rijeku Deseado.
Dio rijeke protječe kroz klanac (Cañadón Río Pinturas), u kojem se nalazi sustav spilja Cueva de las Manos, koje sadrže spiljske crteže i na popisu su UNESCO-ov svjetske baštine od 1999. god.

## Vanjske poveznice
|  | Zajednički poslužitelj ima još gradiva o temi Pinturas |